# The Great Waldo Pepper
The Great Waldo Pepper is een Amerikaanse avonturenfilm uit 1975 onder regie van George Roy Hill.

## Verhaal
Waldo Pepper is een piloot uit de Eerste Wereldoorlog, waarin hij "slechts" vlieginstructeur was, maar hij droomt er nog steeds van om zich te meten met de Duitse aas Ernst Kessler. Hij trekt door het land als stuntpiloot in een oude tweedekker. Samen met Axel Ollson (Svenson) sluit hij aan bij het "vliegend circus" van Dr. Dillhoefer, dat met steeds gewaagdere vliegstunts het publiek probeert te lokken. Tijdens een daarvan verongelukt Mary Beth (Sarandon), die zich liet verleiden tot een vleugelwandeling. Pepper verliest daardoor zijn vliegvergunning, maar dat belet hem niet om onder een schuilnaam verder te vliegen. Hij kan aan de bak komen in Hollywood, waar een film over de luchtgevechten uit de Eerste Wereldoorlog wordt gedraaid en waarin de door hem bewonderde Ernst Kessler meespeelt. In de laatste minuten van de film leveren beide piloten een gevecht in onbewapende vliegtuigen, Pepper in een Sopwith Camel en Kessler in een Fokker Dr.I. Ze gaan daar zozeer in op dat ze hun vliegtuigen zo erg beschadigen dat ze niet meer kunnen landen. Als afscheid salueren ze ridderlijk naar elkaar, en Waldo Pepper verdwijnt in de wolken.

## Rolverdeling
| Acteur                   | Personage     |
| ------------------------ | ------------- |
| Robert Redford           | Waldo Pepper  |
| Bo Svenson               | Axel Olsson   |
| Bo Brundin               | Ernst Kessler |
| Susan Sarandon           | Mary Beth     |
| Geoffrey Lewis           | Newt          |
| Edward Herrmann          | Ezra Stiles   |
| Philip Bruns             | Dillhoefer    |
| Roderick Cook            | Werfel        |
| Kelly Jean Peters        | Patsy         |
| Margot Kidder            | Maude         |
| Scott Newman             | Duke          |
| James S. Appleby         | Ace           |
| Patrick W. Henderson jr. | Scooter       |
| James N. Harrell         | Boer          |
| Elma Aicklen             | Boerin        |

## Opmerkingen
George Roy Hill schreef zelf het verhaal voor de film. Hill was een luchtvaartenthousiast en zelf piloot van transportvliegtuigen tijdens de Tweede Wereldoorlog.
Het personage van Ernst Kessler is geïnspireerd door Ernst Udet, de Duitse oorlogsvlieger die na de oorlog daadwerkelijk stuntpiloot werd en in films optrad. 

## Ontvangst
Na het succesvolle The Sting was dit opnieuw een samenwerking tussen George Roy Hill en Robert Redford, maar deze film werd minder gewaardeerd door de critici, ondanks de spectaculaire en knap gefilmde vliegscènes. Bert Jansma (Leidse Courant, 21 november 1975): "het is duidelijk een hobbyistenfilm geworden vol met jongensboekenromantiek..."; Annemiek Ruygrok (Leidsch Dagblad, 21 november 1975): "... de mooie Redford, al het vlieg- en stuntwerk, kunnen toch niet zorgen voor de subtiele fijngevoeligheid, waarin "The Sting" zo uitblonk. Daarvoor is het gegeven te zwak en hangt het verhaal te zeer van doorzichtige toevalligheden aan elkaar."